# Прапор Еттербека
Прапор Еттербека — муніципальний прапор брюссельської комуни Еттербек. В описі написано: 
Дві однаково довгі смуги синього і білого кольорів.
Кольори прапора походять від лівої частини герба комуни.

Герб Еттербека